# ورزگ
وُرِزگ روستایی در شهرستان قائنات استان خراسان جنوبی ایران است که در ۲۴ کیلومتری شرق قائن واقع شده‌است. بر پایه سرشماری عمومی نفوس و مسکن در سال ۱۳۹۰ جمعیت این روستا ۵۱۹ نفر (در ۱۸۶ خانوار) بوده‌است.
جمعیت این روستا در سرشماری ۱۳۹۵ برابر با ۲۴۱خانوار بوده‌است و جمعیت آن ۷۱۰ نفر شمارش شده‌است.
وجه تسمیه، جغرافیا
نام این روستا برگرفته از گیاه فرزگ که در کنار چشمه اصلی این روستا بوده و الان تبدیل به قنات ورزگ شده است؛ می باشد. این روستا ابتدا در پاوک و سپس در رایک جا به جا شده تا به مکان الان آن رسیده است. چندین قرن قبل از پیدایش روستای ورزگ در فاصله سه کیلومتری شمال شرق ورزگ در نزدیکی کوه کمر پاوک و در حاشیه رود بزرگ (رود اصلی ورزگ) کنار چاه های پاوک، روستایی به نام پاوک قرار داشته است که بعد از تخریب روستا و خشک شدن قنات پاوک با فاصله کمی در قسمت جنوبی پاوک، قنات رایک احداث و روستای رایک به وجود می آید. این روستا نیز در بستر رودخانه و همجوار قنات رایک وجود داشته است. مزار رایک که از قدمت بسیار بالایی برخوردار است و در بین اهالی دارای شهرت و احترام خاصی می باشد در همین مکان است. از دیگر شواهد این روستا قبرستان بزرگ رایک است که الان به صورت محدوده ای بزرگ از خاک و سنگ تبدیل شده است. بقایای خانه های ویران شده گلی هم وجود روستای رایک را حکایت می کند. مدت ها بعد بر اثر کم آب شدن قنات رایک، در نواحی جنوبی تر در کنار کوه های: تنگل، لاخ آغل بُزُو، لاخ مزار و کوه خُمُندَرو، و به وجود آمدن چشمه ها و قنات های دیگر مانند: قنات ورزگ (چشمه فِرِزگ نام قدیمی آن است)، قنات میان ده و قنات سریچَک، مردم به این منطقه کوچ کرده و بعداً در کنار چشمه فرزگ، روستای ورزگ بر گرفته از نام چشمه (که الان تبدیل به قنات شده است) تشکیل می شود. کوه های اطراف ورزگ از مشرق عبارتند از: کوه کمر سفید، تپه های چُنگ چَقوکی، کوه کمر پاوک، قله سیاه، قله سرخ و از شمال عبارتند از: کوه های بُقَیرِز و قله های اطراف روستای خونیک و از مغرب عبارتند از: کوه های درّه واسو، درّه نقوچ، دره غجل، کوه تنگل. از جنوب: کوه آغل بُزو، کوه مزار، کوه های دره خُمُندَرو، کوه های بند قلبیر و کوه های ورزق. قنات های روستا به ترتیب موقعیت جغرافیایی از جنوب به شمال: ۱- قنات سریچَک، ۲- قنات میان ده، ۳- قنات ورزگ، ۴- قنات کلاته تَه (یا کلاته پایین همان ابراهیم آباد)، ۵- قنات رایک، ۶- قنات پاوَک (این قنات به کلی خشک و ویران شده است)، ۷- قنات درخت توت (از این قنات هم اکنون به صورت چاه و به وسیله پمپ برقی بهره برداری می شود). این روستا ۲۰ شهید تقدیم نظام مقدس جمهوری اسلامی نموده است. این روستا دارای چهار مسجد بنام های مسجد جامع ورزگ (ثبت و دارای کد در آثار ملی کشور)، مسجد صاحب الزمان (عج)، مسجد خاتم الانبیاء (ص) و مسجد کربلایی محمد برات نژاد (با بیش از ۱۰۰ سال قدمت) و یک حسینیه بنام شهدای ورزگ می باشد. ورزگ از مناطق تفریحی و دیدنی شهرستان قاین می باشد و به دلیل نزدیکی به شهر در روزهای تعطیل تفرجگاه های آن شلوغ می باشد. از مکان های تفریحی زیارتی ورزگ می توان به: چشمه مرغش، چشمه درخت سنجت، چشمه سفیددال، غارجوجه، غارعلی بابا، بند(سد) قلبیر، مزار رایک (ثبت و دارای کد در فهرست آثار ملی کشور)، مزارشهداء هشت سال جنگ تحمیلی و کوه مزار را نام برد . شغل اصلی مردم ورزگ کشاورزی، باغداری و دامداری است و محصولات اصلی روستا زعفران، گندم، عناب، پسته، زرشک و به ویژه زردآلو است و انجیر و عناب روستا شهرت زیادی دارد. ورزگ به دلیل واقع شدن بین کوه های بلند و مرتفع دارای گیاهان دارویی زیادی مانند زیره سیاه کوهی، آویشن، بادرنجبوبه، گل بومادران، گل زوفا، استوقودوس و زیره سبز است. ورزگ دارای درختان انجیر وحشی و بومی زیادی است که بیشتر ارتفاعات و دره های آن را درختان انجیر پوشانده است و بخش زیادی از درآمد اهالی از فروش برگه زرد آلو، عناب و انجیر تامین می شود. صنایع دستی روستا شامل جاجیم، قالی، قالیچه، پشتی و تابلو فرش است. فرش دستباف ورزگ مشهور است، به طوریکه از ۱۰۰ سال پیش صنعت فرش دستباف آن در شهرستان سابقه دارد. روستای ورزگ از نظر صنعتی نیز در سطح استان حائز اهمیت بوده که از این دست می توان به معدن مس ورزگ اشاره کرد.

## معدن مس ورزگ
معدن مس ورزگ که ذخیره آن به ۶۴۴ هزار تن می‌رسد دومین معدن مس خراسان جنوبی است. استخراج از معدن مس شروع شده است ولی به علت نبودن کارخانه مواد خام ان دپو می شود .

## اماکن دیدنی و تاریخی
روستای ورزگ با داشتن سابقه تاریخی کهن و بهره‌وری از منابع و اماکن طبیعی و همچنین سرسبزی قابل توجه استعداد ویژه‌ای برای جذب گردشگر دارد که در این مقاله به برخی از جاذبه‌های گردشگری این روستا اشاره شده‌است.

### غار جوجه
غار جوجه در تاریخ ۲۳ شهریور ۱۳۸۲ با شماره ثبت ۱۰۱۷۷ در فهرست آثار ملی ایران قرار گرفته‌است.
این اثر یکی از شگفت انگیزترین غارهای طبیعی شهرستان قائنات می‌باشد که دارای اهمیت باستان‌شناسی نیز می‌باشد. این غار در ۲۵ کیلومتری شرق قائن و ۳٫۵ کیلومتری شمال روستای ورزگ واقع است. این غار بر خلاف اسم آن بزرگ‌ترین غار شناسایی شده در جنوب خراسان است[نیازمند منبع]. دهانه این غار در ارتفاع تقریبی ۸۰ متر از کف دره رو به شرق قرار دارد ابعاد دهانه غار ۲٫۳۰ در ۴ متر است ارتفاع غار در داخل به چهل متر نیز می‌رسد عمق غار صدها متر و عرض متوسط ان نیز ۲۰ متر است شیب غار به سمت پایین و در بقیه نقاط دارای شیب ۷۰ درجه می‌باشد آثار و بقایای سفالهایی مربوط به دوران تاریخی در ابتدای غار پراکنده‌است در ابتدای غار حوضی جانبی با مصالح سنگ و ساروج ساخته شده‌است. شکل داخلی غار بسیار چشم‌نواز است و متشکل از یک تالار اصلی است. تشکیلات زیبای بلوری و گل کلمی بر سطح دیواره‌ها و سطح کف مشاهده می‌شود در قسمت‌هایی از غار نیز تشکیلات زیبای آهکی استالاگمیت و استالاکتیت به طرز شگفت‌آوری مشاهده می‌شود.

### مزار رایک
مزار رایک مربوط به دوره صفوی - دوره قاجار است و در شهرستان قائنات، روستای ورزگ واقع شده و این اثر در تاریخ ۵ آذر ۱۳۸۰ با شمارهٔ ثبت ۴۴۵۷ به‌عنوان یکی از آثار ملی ایران به ثبت رسیده‌است.
این مزار در ۲کیلومتری شمال روستای ورزگ قرار داشته علت نامگذاری آن به رایک به دلیل قرار گرفتن مزار در مزرعه رایک است. از مشخصات صاحب قبر و تاریخ دفن وی اطلاعی بدست نیامد این بنا از لاشه سنگ وگل ساخته شده و گنبد آن دایره‌ای و از آجر و سنگ و گچ است و تمامی خانه‌های مسکونی اطراف آن خراب شده و تنها این بنا باقی مانده‌است از مجموعه ۶سنگ قبر داخل مزار تنها یکی سالم مانده و بقیه شکسته یا آسیب دیده‌است.
آنچه در مجموعه رایک دیده می‌شود وجود دو احتمال را می‌دهند یا این محل در دوره تیموری و صفوی آباد بوده و عده زیادی ازمردم در آنجا سکونت داشته که حضور بزرگان و دانشمندان در کتیبه‌ها این موضوع را به اثبات می‌رساند؛ و احتمال دیگر اینکه منطقه درگیر یک جنگ خونین بوده و عده زیادی از فرماندهان و شاهزادگان در آنجا کشته و د رهمان محل دفن شده‌اند.
آنچه از مضمون این کتیبه‌ها مستفاد می‌شود چندین نفر از شخصیتها در این محل دفن می‌باشند. یکی از این سنگ قبرها متعلق به خواجه میرک حسینی که در عصر صفویه از امراء و شاهزادگان بوده و دیگری امیر سلطان حسین الرجومی در سال ۷۸۴مدفون شده‌است.

## صنایع دستی ورزگ
ورزگ یکی از روستاهای شهرستان قاین است که از صد سال پیش صنعت فرش دستباف در آن رونق خوبی داشته و روزگاری ۲۲ کارگاه قالی بافی فعال داشته‌است.
اما امروز همه این کارگاه‌ها خاک می‌خورند و جوانان در دیگر شهرها به مشاغل کاذب روی آورده‌اند.
روستای ورزگ همچنین از نظر صنایع دستی همچون قالی، پشتی، قالیچه و جاجیم، جوراب و دستکش فعال بوده‌است و البته در حال حاضر هرچند هنوز صنایع دستی از بین نرفته‌است اما کم رنگ شده‌است.